# 天主教塔波拉總教區
天主教塔波拉總教區 （拉丁語：Archidioecesis Taboraënsis）是坦桑尼亞一個羅馬天主教教省總教區，下轄四個教區。是該國六個總教區之一。
1887年1月11日設宗座代牧區。1953年3月25日升為總教區。
總教區包括塔波拉區全區。2010年有教友245,000人（佔轄區總人口13.5%）、廿二個堂區、五十八名司鐸。現任總主教為保祿‧魯佐卡。